# Premio de Derechos Humanos Letelier-Moffitt
El Premio de Derechos Humanos Letelier-Moffitt (Letelier-Moffitt Human Rights Award) es un premio otorgado anualmente desde 1978 por el Institute for Policy Studies (IPS). Se concede a aquellas personas e instituciones que defienden la causa de los derechos humanos en América.
El Premio de Derechos Humanos Letelier-Moffitt conmemora a Orlando Letelier y Ronni Moffitt, quienes fueron asesinados el 21 de septiembre de 1976 en Washington por agentes de la Dirección de Inteligencia Nacional (DINA).

## Galardonados
| Año  | Premiados |
| ---- | --- |
| 1978 | Samuel Rubin Reverendo Benjamin Chavis, Jr. |
| 1979 | Agrupación de Familiares de Detenidos Desaparecidos, Chile Alfred "Skip" Robinson, United League of Mississippi                                                                                 |
| 1980 | Oficina de Ayuda Legal Arquidiócesis de San Salvador Reverendo William Wipfler, National Council of Churches                                                                                    |
| 1981 | Jacobo Timerman The Congregation of Maryknoll Sisters of St. Dominic |
| 1982 | Cardenal Paulo Evaristo Arns de São Paulo The Infant Formula Action Coalition |
| 1983 | Centro de Estudios Legales y Sociales (CELS) de Argentina Padre J. Bryan Hehir, Conferencia de los Obispos Católicos de los Estados Unidos                                                      |
| 1984 | Dr. Ramón Custodio, presidente del Comité para la Defensa de los Derechos Humanos en Honduras Sanctuary Movement Reverendo Charles Harper («Reconocimiento especial»)                           |
| 1985 | Grupo de Apoyo Mutuo (GAM) de Guatemala The Free South Africa Movement Frances Arbour («Reconocimiento especial»)                                                                               |
| 1986 | Vicaría de la Solidaridad (Chile) Pete Seeger |
| 1987 | Obispo Mario Melanio Medina (Paraguay) Oficina en Washington para Asuntos Latinoamericanos |
| 1988 | Radio Soleil (Haití) Charles L. Clements, M.D. |
| 1989 | Unión de las Naciones Indígenas de Brasil The National Labor Committee in Support of Democracy and Human Rights in El Salvador Robert Scherrer («Reconocimiento especial»)                      |
| 1990 | Coordinadora Nacional de Derechos Humanos de Perú Richard Trumka, presidente de la United Mine Workers Union of America Padre Jim Felts y el Proyecto de Cristo Rey («Reconocimiento especial») |
| 1991 | Jorge Gómez Lizarazo, presidente del Comité Regional para la Defensa de los Derechos Humanos (CREDHOS), Barrancabermeja, Colombia La Mujer Obrera, El Paso, Texas                               |
| 1992 | Evans Paul, alcalde de Puerto Príncipe, Haití Sam Buffone y Michael Tigar, abogados del caso Letelier-Moffitt Saul Landau («Reconocimiento especial»)                                           |
| 1993 | Obispo Samuel Ruiz Garcia y Centro de Derechos Humanos Fray Bartolomé de las Casas (Frayba) de Chiapas, México Marian Kramer y el National Welfare Rights Union                                 |
| 1994 | Harry Belafonte («Reconocimiento especial») Coalition for Justice in the Maquiladoras Confederación de Nacionalidades Indígenas del Ecuador (CONAIE)                                            |
| 1995 | Jennifer Harbury («Reconocimiento especial») Rose Johnson, Georgia Project Director of the Center for Democratic Renewal Plataforma de Organizaciones Haitianas de Derechos Humanos (POHDH)     |
| 1996 | Pharis Harvey («Reconocimiento especial») Asian Immigrant Women Advocates (AIWA) Leo Valladares                                                                                                 |
| 1997 | Rev. Dr. Mac Charles Jones («Reconocimiento especial», póstumo) Sin Fronteras Organizing Project Alianza Cívica                                                                                 |
| 1998 | Rose Sanders Coordinación Colombia-Europa |
| 1999 | Joan Garcés Kensington Welfare Rights Union |
| 2000 | Óscar Olivera, Coordinadora en Defensa del Agua y la Vida (Bolivia) November Coalition |
| 2001 | 25.° aniversario: Todos los galardonados anteriores son honrados |
| 2002 | Obispo Álvaro Ramazzini (Guatemala) Jobs with Justice Naúl Ojeda («Reconocimiento especial», póstumo)                                                                                           |
| 2003 | Nancy Sánchez Méndez CASA de Maryland Luiz Inácio Lula da Silva («Reconocimiento especial») |
| 2004 | Seymour Hersh Military Families Speak Out |
| 2005 | Juez Juan Guzmán Tapia Barrios Unidos |
| 2006 | Maher Arar y Center for Constitutional Rights Gulf Coast Renewal Campaign |
| 2007 | Senador Gustavo Petro (Colombia) Appeal for Redress DC Vote («Reconocimiento especial») |
| 2008 | Francisco Soberón y la Asociación Pro Derechos Humanos (APRODEH) (Perú) Indian Workers Congress                                                                                                 |
| 2009 | Domestic Workers United (DWU) Mesa Nacional Frente a la Minería Metálica en El Salvador |
| 2010 | National Day Laborer Organizing Network (NDLON) Plataforma de Derechos Humanos de Honduras Archivo Histórico de la Policía Nacional de Guatemala                                                |
| 2011 | Wisconsin Progressive Movement Belén, Posada del Migrante (México) |
| 2012 | City Life/Vida Urbana Movimiento estudiantil chileno (Confederación de Estudiantes de Chile, CONFECH) (Chile)                                                                                   |
| 2013 | 50.° aniversario del IPS: Todos los galardonados anteriores son honrados |
| 2014 | Robin Reineke del Colibrí Center for Human Rights Iniciativa Mesoamericana de Mujeres Defensoras de Derechos Humanos Juan E. Méndez («Reconocimiento especial»)                                 |
| 2015 | Daryl Atkinson y el Southern Center for Social Justice Almudena Bernabeu y el Center for Justice and Accountability                                                                             |
| 2013 | 40.° aniversario del asesinato de Letelier y Moffitt: Todos los galardonados anteriores son honrados                                                                                            |